# فروتیگن
فروتیگن (به لاتین: Frutigen) یک بخش در سوئیس است که در کانتون برن واقع شده‌است. فروتیگن ۶٬۷۱۸ نفر جمعیت دارد.

## خواهرخوانده
شهر تتون خواهرخواندهٔ فروتیگن هست.

## نگارخانه

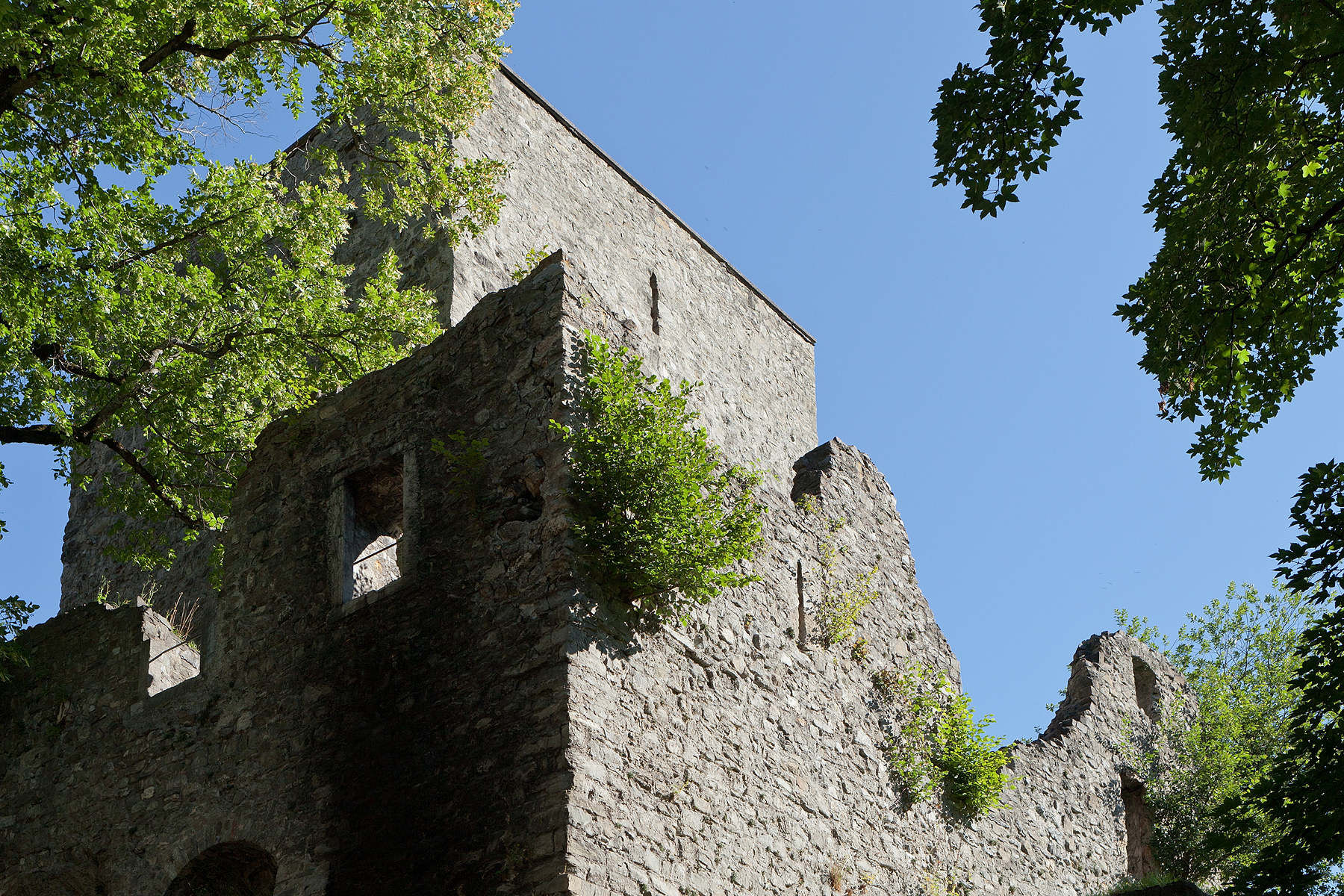
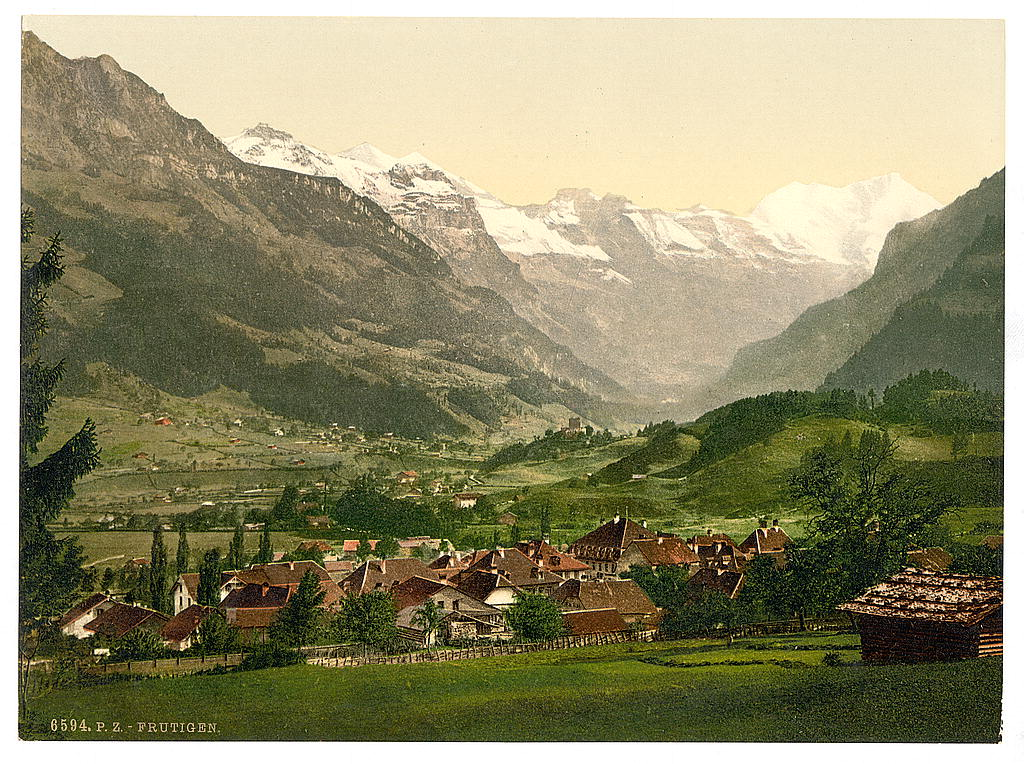
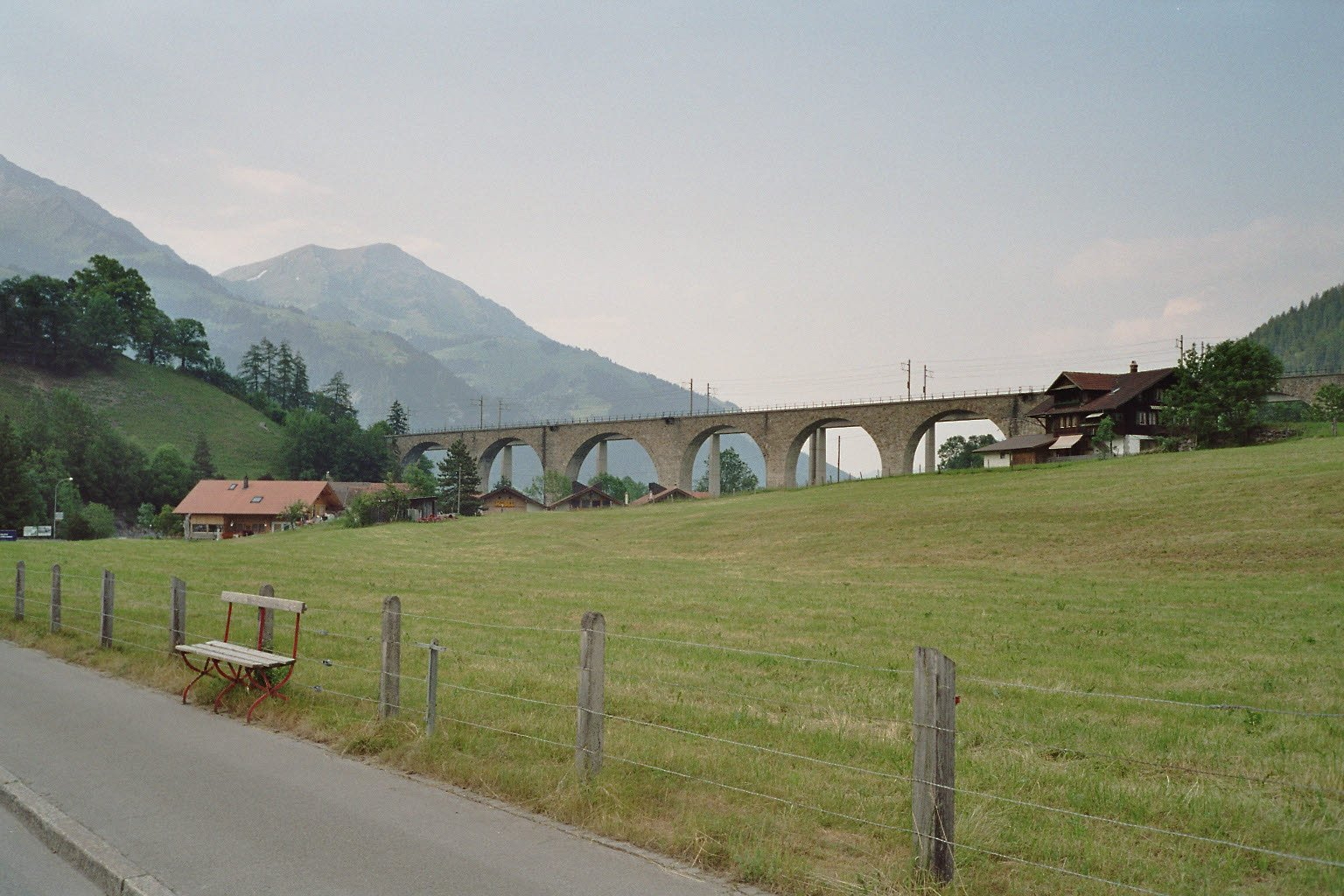
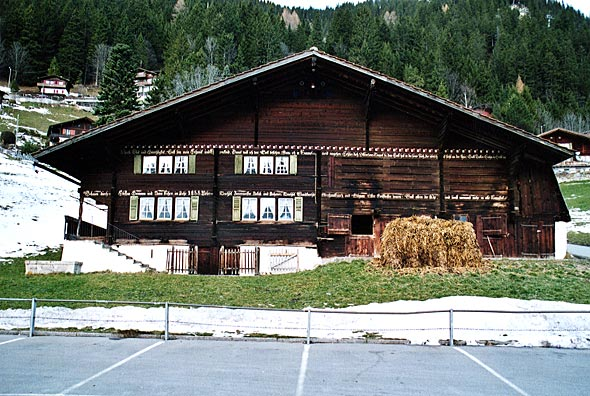
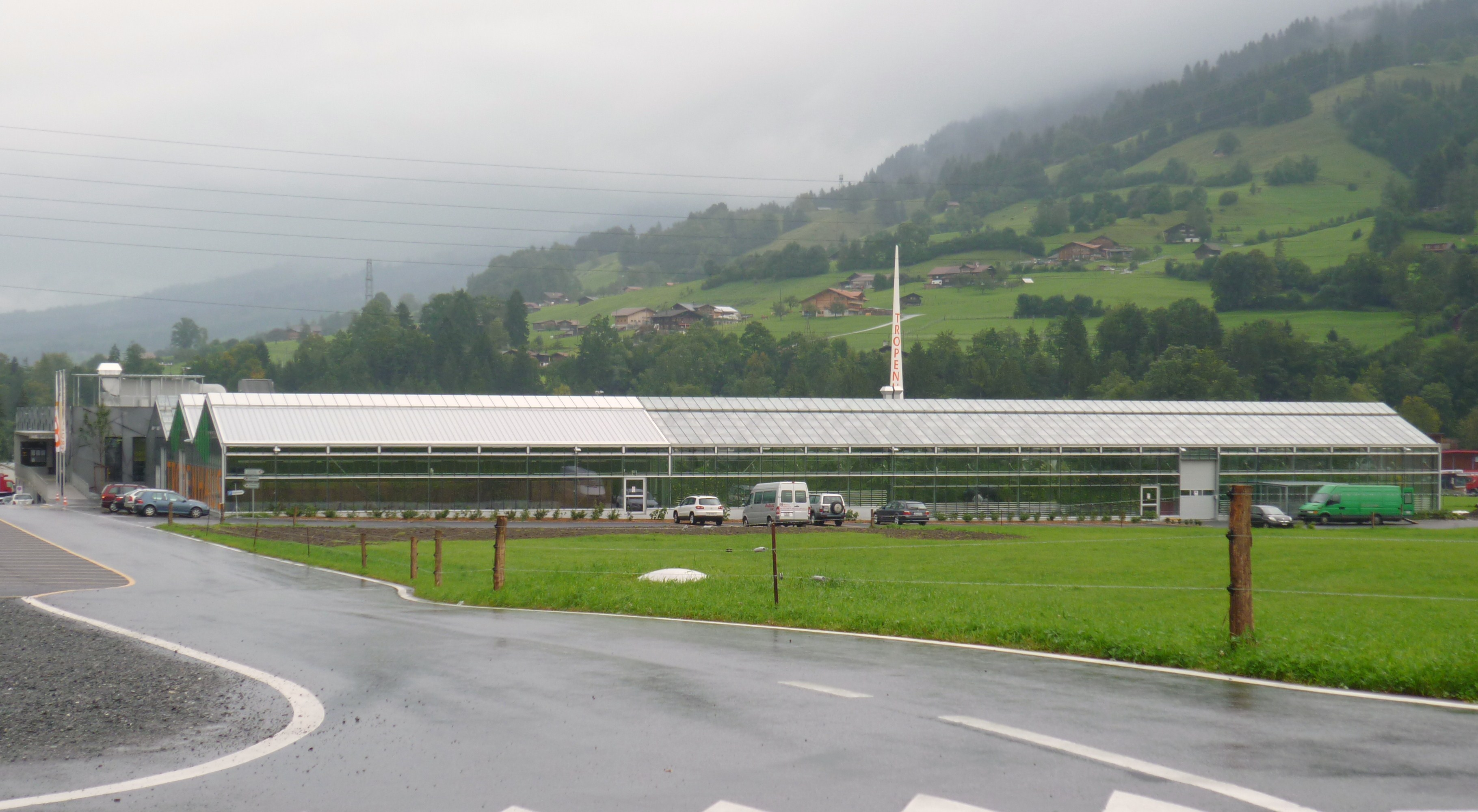
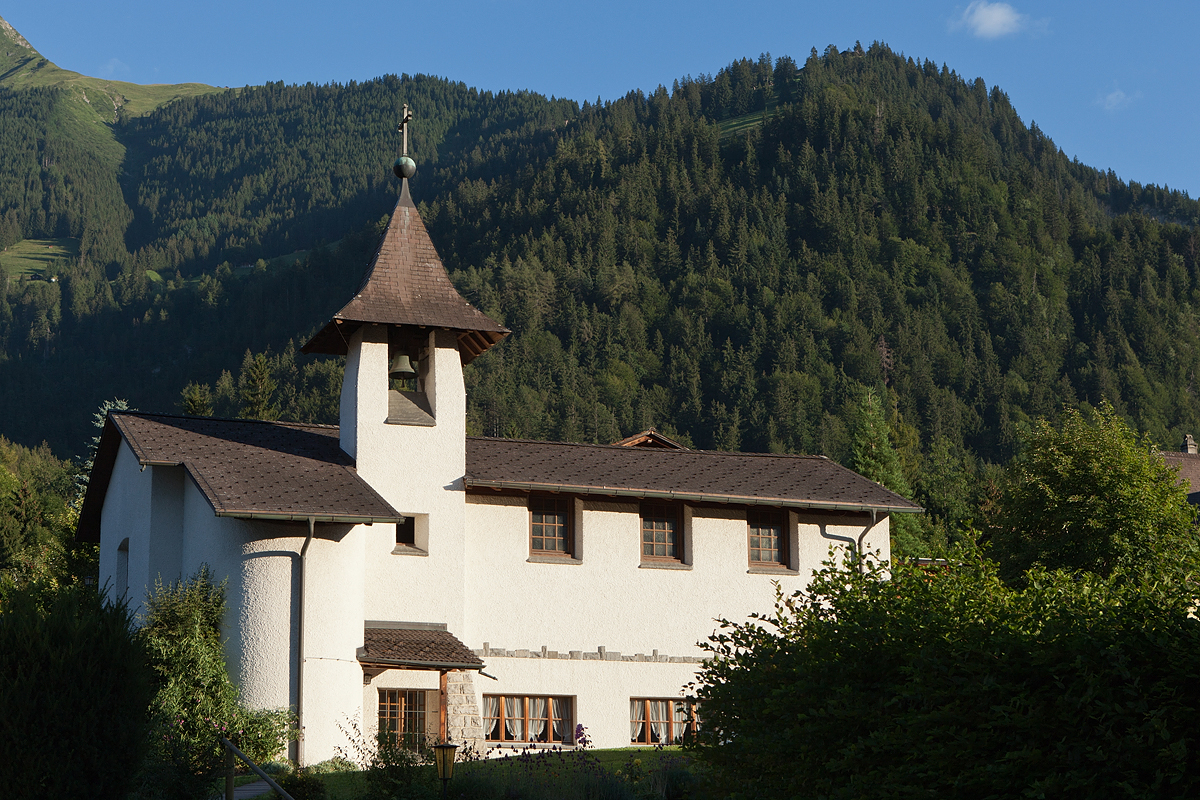
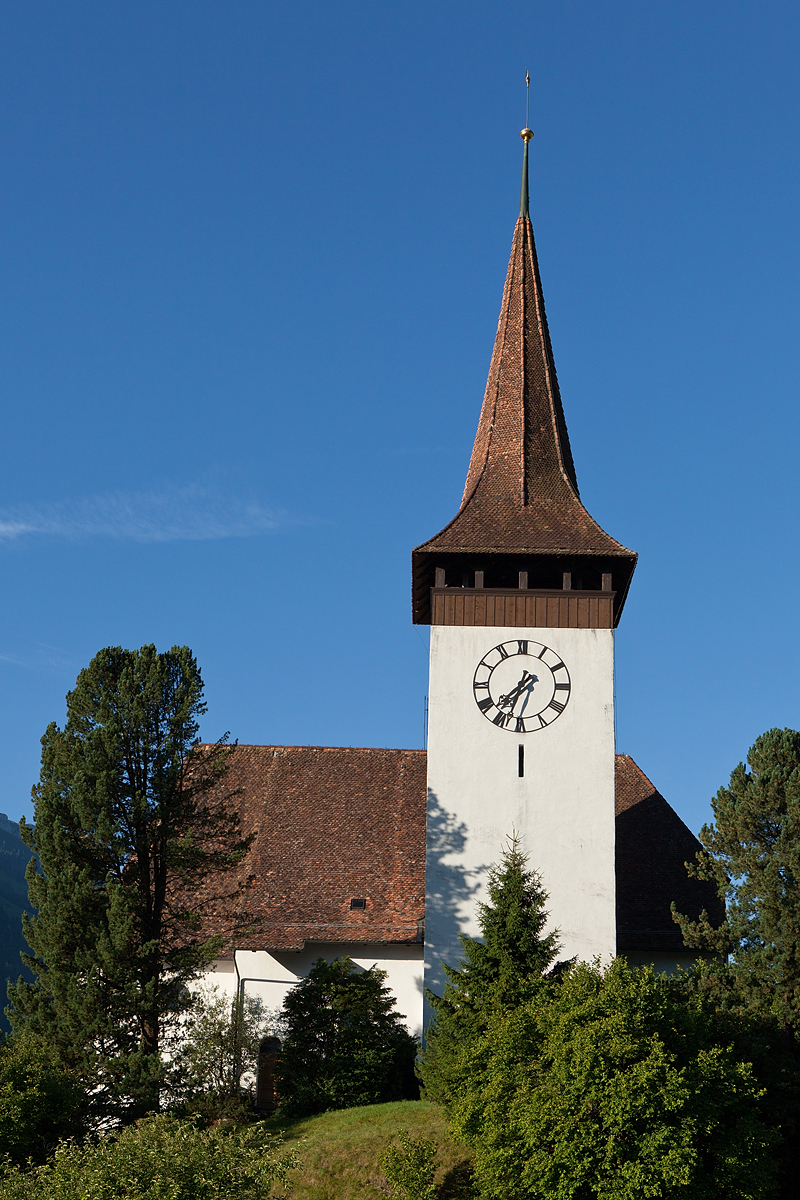
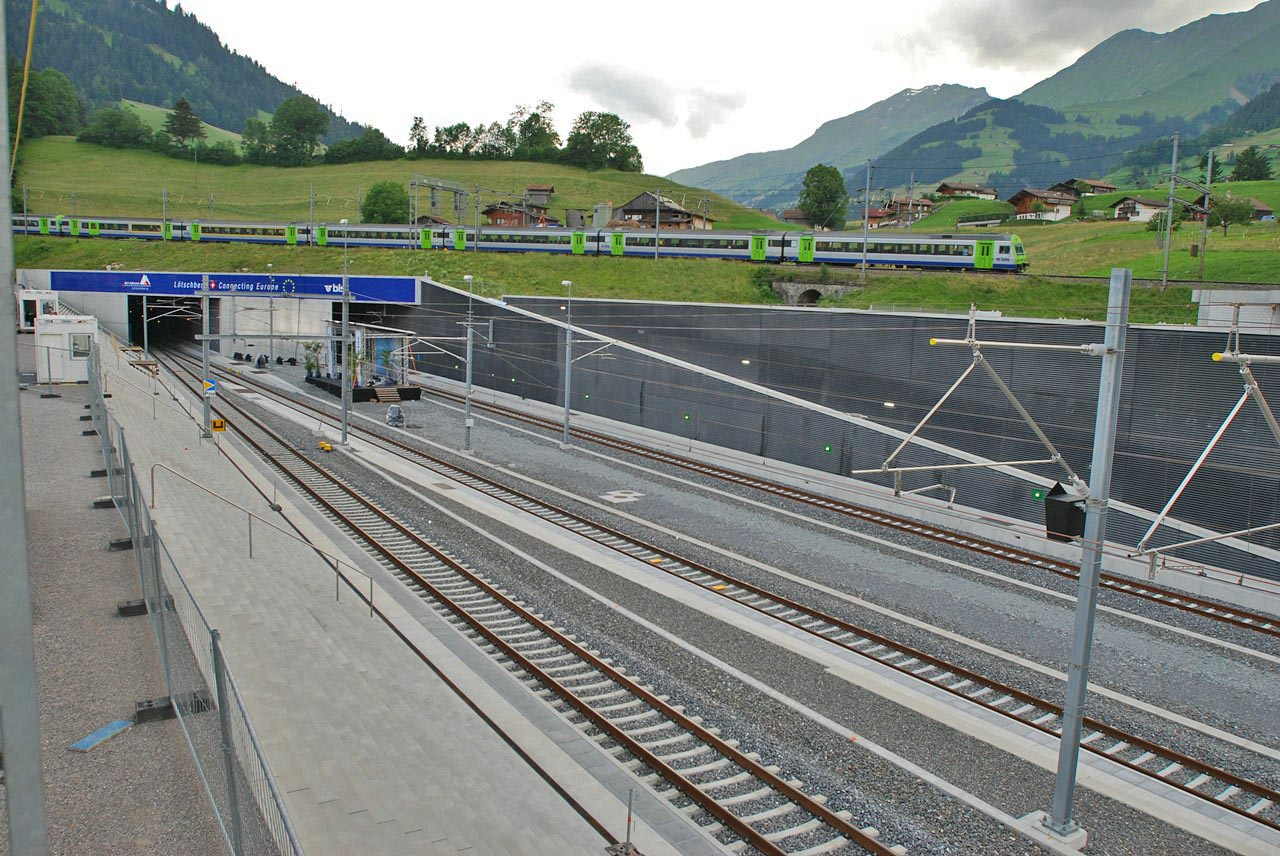
ورودی تونل پایه لچبرگ